# Lotta ai XVI Giochi panamericani
I tornei di lotta ai XVI Giochi panamericani si sono svolti al Gimnasio del CODE II di Guadalajara, in Messico, dal 20 al 24 ottobre 2011. La specialità della lotta libera era prevista per ambo i sessi, solo maschile invece la lotta greco-romana, per un totale di 18 podi. Dominatrici dell'evento sono state Cuba con 9 ori e 14 medaglie totali e Stati Uniti con 5 ori su 12 metalli, vincitrici di 14 categorie sulle 18 complessive.

## Calendario
Tutti gli orari secondo il Central Standard Time (UTC-6).
| Giorno    | Data           | Inizio | Fine  | Evento                                  | Fase                                     |
| --------- | -------------- | ------ | ----- | --------------------------------------- | ---------------------------------------- |
| Giorno 7  | Gio 20 ottobre | 10:00  | 19:10 | 55, 66, 84 e 120 kg Greco-romana uomini | Preliminari/Semifinali/Ripescaggi/Finali |
| Giorno 8  | Ven 21 ottobre | 10:00  | 19:10 | 60, 74 e 96 kg Greco-romana uomini      | Preliminari/Semifinali/Ripescaggi/Finali |
| Giorno 9  | Sab 22 ottobre | 10:00  | 19:10 | 48, 55, 63 e 72 kg freestyle donne      | Preliminari/Semifinali/Ripescaggi/Finali |
| Giorno 10 | Dom 23 ottobre | 10:00  | 19:10 | 55, 66, 84 e 120 kg freestyle uomini    | Preliminari/Semifinali/Ripescaggi/Finali |
| Giorno 11 | Lun 24 ottobre | 10:00  | 19:10 | 60, 74 e 96 kg freestyle uomini         | Preliminari/Semifinali/Ripescaggi/Finali |

## Risultati

### Uomini
| Evento             | Oro                | Argento            | Bronzo                                  |
| Lotta libera       |                    |                    |                                         |
| 55 kg              | Juan Beltre        | Obenson Blanc      | Steven Takahashi Juan Valverde          |
| 60 kg              | Franklin Gómez     | Guillermo Torres   | Yowlys Bonne Fernando Iglesias          |
| 66 kg              | Livan López        | Pedro Soto         | Teyon Ware Yoan Blanco                  |
| 74 kg              | Jordan Burroughs   | Yunierki Blanco    | Matt Gentry Ricardo Roberty             |
| 84 kg              | Jacob Herbert      | Humberto Arencibia | Jeffrey Adamson José Díaz               |
| 96 kg              | Jacob Varner       | Luis Vivenes       | Khetag Pliev Juan Martínez              |
| 120 kg             | Tervel Dlagnev     | Sunny Dhinsa       | Disney Rodríguez Carlos Feliz García    |
| Lotta greco-romana |                    |                    |                                         |
| 55 kg              | Gustavo Balart     | Jorge Cardozo      | Juan Carlos López Francisco Encarnación |
| 60 kg              | Luis Liendo        | Joseph Betterman   | Hanser Meoque Jansel Ramírez            |
| 66 kg              | Pedro Mullens      | Anyelo Mota Brea   | Ulises Barragán Glenn Garrison          |
| 74 kg              | Jorgisbell Álvarez | Benjamin Provisor  | Juan Escobar Hansel Martínez            |
| 84 kg              | Pablo Shorey       | Cristian Mosquera  | José Paredes Yorgen Cova                |
| 96 kg              | Yunior Estrada     | Raúl Anguilo       | Erwin Caraballo Yuri Alexei Maier       |
| 120 kg             | Mijaín López       | Rafael Barreno     | Ramón Antonio García Víctor Asprilla    |

### Donne
| Evento    | Oro                | Argento          | Bronzo                              |
| Freestyle |                    |                  |                                     |
| 48 kg     | Carol Huynh        | Clarissa Chun    | Patricia Bermúdez Carolina Castillo |
| 55 kg     | Helen Maroulis     | Tonya Verbeek    | Joice da Silva Lissette Antes       |
| 63 kg     | Katerina Vidiaux   | Elena Pirozhkova | Luz Vázquez Sandra Roa              |
| 72 kg     | Lisset Hechevarría | Aline Ferreira   | Jaramit Weffer Elsa Sánchez         |

## Medagliere
| Posizione | Nazione         | Oro | Argento | Bronzo | Totale |
| --------- | --------------- | --- | ------- | ------ | ------ |
| 1         | Cuba            | 9   | 2       | 3      | 14     |
| 2         | Stati Uniti     | 5   | 5       | 2      | 12     |
| 3         | Venezuela       | 1   | 3       | 5      | 9      |
| 4         | Canada          | 1   | 2       | 4      | 7      |
| 5         | Rep. Dominicana | 1   | 1       | 7      | 9      |
| 6         | Porto Rico      | 1   | 1       | 0      | 2      |
| 7         | Colombia        | 0   | 2       | 5      | 7      |
| 8         | Messico         | 0   | 1       | 2      | 3      |
| 9         | Brasile         | 0   | 1       | 1      | 2      |
| 10        | Argentina       | 0   | 0       | 4      | 4      |
| 11        | Ecuador         | 0   | 0       | 3      | 3      |
| Totale    | Totale          | 18  | 18      | 36     | 72     |